# Regeringsformatie België 1921
Na de verkiezingen voor het Belgisch Parlement op 20 november 1921 ging de formatie van een nieuwe Belgische regering van start. De formatie duurde 16 dagen en leidde tot de vorming van de regering-Theunis I.

## Verloop van de formatie

### Aanloop naar en resultaten van de verkiezingen van 20 november 1921 en consultaties van de koning

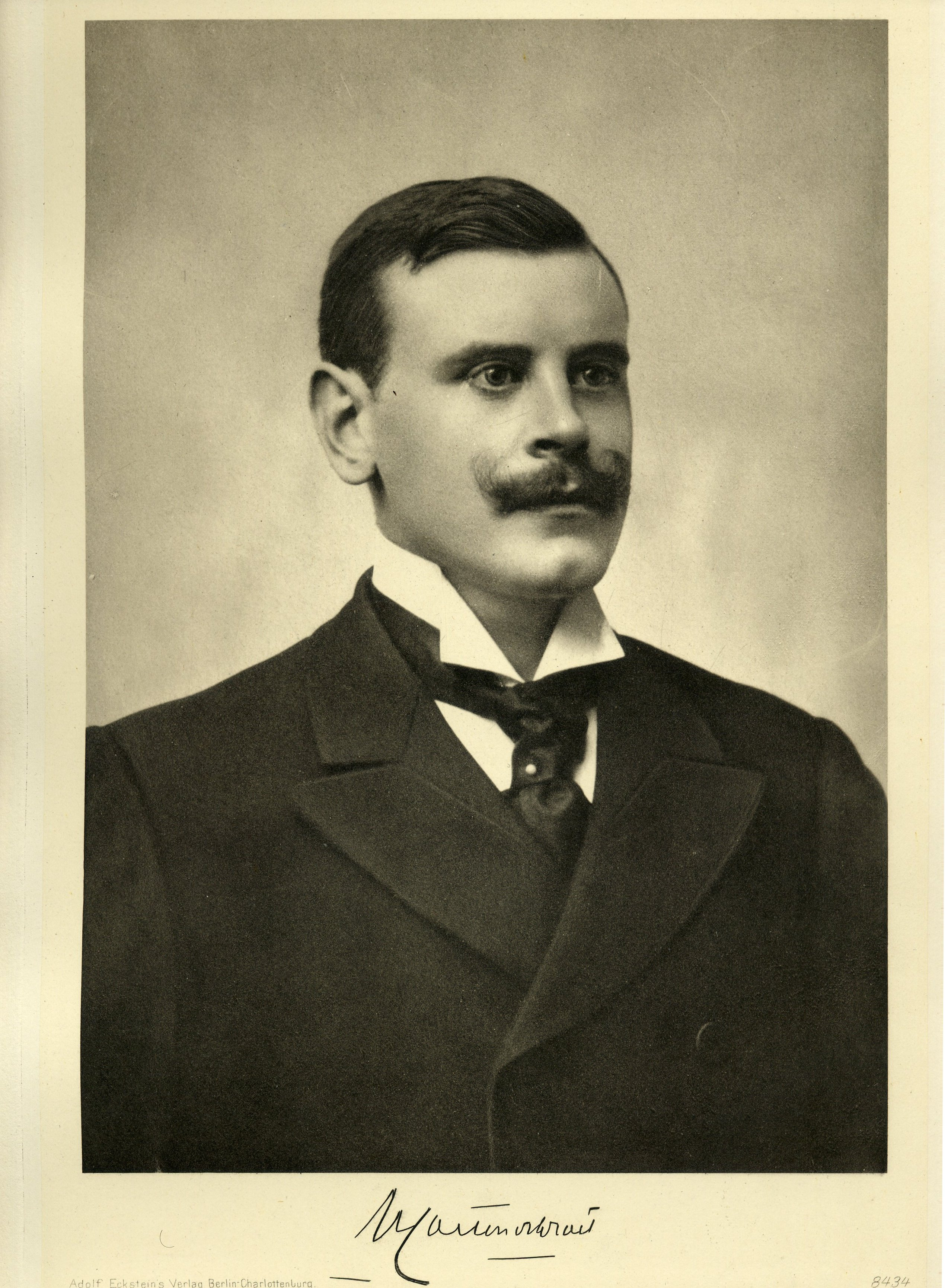
Henri Carton de Wiart, premier van België vanaf november 1920.

Sinds het einde van de Eerste Wereldoorlog in november 1918 werd België geregeerd door een regering van nationale eenheid, bestaande uit de Katholieke Unie, de socialistische Belgische Werkliedenpartij en de Liberale Partij. Tussen november 1918 en november 1920 leidde de katholiek Léon Delacroix twee dergelijke regeringen, vanaf november 1920 was de katholieke politicus Henri Carton de Wiart eerste minister. De regering-Carton de Wiart loodste een grondwetsherziening door het parlement, waarbij het algemeen enkelvoudig stemrecht, dat bij de verkiezingen van november 1919 voor het eerst werd toegepast, officieel werd ingevoerd en de Senaat werd hervormd, zodat deze assemblee een meer democratische samenstelling kreeg en bijvoorbeeld de socialisten voortaan makkelijker senatoren konden laten verkiezen. Op 15 oktober werd de grondwetsherziening afgekondigd door koning Albert I, waarna op 21 oktober 1921 de Kamer en de Senaat werden ontbonden en er nieuwe verkiezingen werd uitgeschreven, die op 20 november van dat jaar plaatsvonden.
De goedkeuring van de grondwetsherziening betekende meteen het einde van de periode van nationale eenheid. Op 20 oktober 1921 dienden de vier socialistische ministers in de regering-Carton de Wiart (Emile Vandervelde, Edward Anseele, Joseph Wauters en Jules Destrée) hun ontslag in uit onvrede met het feit dat de regering de duur van de militaire dienstplicht niet naar zes maanden wilde verlagen. Aangezien de katholieken en de liberalen de socialisten niet nodig hadden om de regering op de been te houden, werden de bevoegdheden van de vier ministers op 24 oktober verdeeld onder de zetelende ministers Xavier Neujean (liberaal), Aloys Van de Vyvere (katholiek) en Albéric Ruzette (katholiek) en een nieuwe minister, de liberale extraparlementair Ernest Mahaim.
Op 20 november 1921 vonden de nieuwe verkiezingen plaats. Het waren de eerste verkiezingen sinds de Belgische onafhankelijkheid waarbij geen enkele partij de meerderheid in de Kamer of de Senaat verwierf (bij de vorige verkiezingen in 1919 was dat in de Kamer al het geval, maar beschikten de katholieken nog over een meerderheid in de Senaat). De Katholieke Unie bleef de grootste partij met ongeveer veertig procent van de stemmen, goed voor 80 van de 186 zetels in de Kamer en 73 van de 153 zetels in de Senaat (42 rechtstreeks gekozenen, 21 provinciale senatoren en 10 gecoöpteerden). De socialisten waren met bijna 35 procent de tweede grootste partij, wat zich vertaalde in 68 Kamerleden en 52 senatoren (33 rechtstreeks gekozenen, 12 provinciale senatoren en 7 gecoöpteerden). De derde traditionele partij, de liberalen, behaalde 17 à 19 procent van de stemmen en konden 33 Kamerleden en 28 senatoren (18 rechtstreeks gekozenen, 7 provinciale senatoren en 3 gecoöpteerden) naar het parlement sturen. Na de verkiezingen was er sprake van twee mogelijke coalities: een hernieuwde regering van nationale eenheid met de drie traditionele partijen of een voortzetting van de katholiek-liberale restregering.
Op 24 november ging uittredend premier Carton de Wiart op audiëntie bij de koning om hem de officiële uitslagen van de verkiezingen mee te delen en met hem te spreken over de politieke toestand en de vooruitzichten omtrent de samenstelling van de regering. Carton de Wiart zelf was overigens geen kandidaat voor een nieuwe termijn als eerste minister, hoewel zijn eigen partij daar erg op aandrong. Een week later, op 1 december, begon de koning met zijn raadplegingen met het oog op de regeringsvorming door Kamervoorzitter Emile Brunet en Senaatsvoorzitter Paul de Favereau te ontvangen. De volgende dag ontbood hij ministers van Staat Paul Hymans (liberaal) en Charles Woeste (katholiek).
Op 3 december kwam een socialistisch partijcongres bijeen om zich te buigen over regeringsdeelname. Op het congres werd een motie aangenomen waarin gesteld werd dat de socialisten alleen aan een regering wilden deelnemen als volgende eisen werden gerespecteerd: garantie van de uitvoering van de door de regering-Carton de Wiart tot stand gebrachte sociale hervormingen, verkorting van de dienstplicht naar zes maanden, invoering van een belasting op kapitaal, de grootindustrie onder het beheer van de staat brengen en de inspraak van arbeiders in ondernemingen vergroten. Zowel de zes maanden dienstplicht, de belasting op kapitaal als de overheveling van de grootindustrie naar de staat waren voor de katholieken en de liberalen onaanvaardbare eisen, waardoor een hernieuwde regering van nationale eenheid erg moeilijk werd geacht.

### Formateur Georges Theunis (6 december - 16 december 1921)

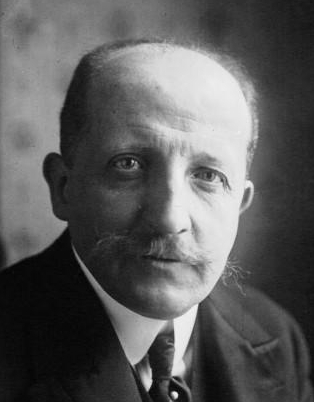
Georges Theunis.

Dezelfde dag vroeg de koning aan uittredend premier Carton de Wiart om een nieuwe regering te vormen, maar deze hield vast aan zijn besluit om niet in de volgende regering te stappen. Vervolgens verzocht de vorst op 5 december 1921 uittredend minister van Financiën Georges Theunis, een extraparlementaire katholiek, om de taak van formateur op zich te nemen. Omdat Theunis niet zeker was van zijn slaagkansen, besloot hij zijn antwoord in beraad te houden en eerst enkele besprekingen te voeren. Hierbij consulteerde hij onder andere uittredend premier Carton de Wiart, minister van Buitenlandse Zaken Henri Jaspar  (katholiek), minister van Economische Zaken Aloys Van de Vyvere (katholiek), minister van Staat Charles Woeste en minister van Landsverdediging Albert Devèze (liberaal). Nadat die besprekingen gunstig waren verlopen, aanvaardde Theunis op 6 december een formatieopdracht. Vervolgens ontbood hij de socialistische leider Emile Vandervelde om hem te polsen over een medewerking van de BWP aan de nieuwe regering, waarbij Vandervelde verwees naar de motie die het socialistisch congres eerder had aangenomen. Hierdoor was socialistische regeringsdeelname definitief uitgesloten en kwam een katholiek-liberale regering nadrukkelijk in beeld.
Op 6 december kwam de Katholieke Vlaamsche Kamergroep, die de Vlaamsgezinde katholieke Kamerleden groepeerde, bijeen om zich uit te spreken over de regeringsvorming. De Kamergroep, wiens steun noodzakelijk was om een katholiek-liberale regering op de been te brengen, besloot om aan de regering deel te nemen, op voorwaarde dat er voldoende rekening werd gehouden met de eisen van de Vlaamsgezinden, zoals de volledige vernederlandsing van de Rijksuniversiteit Gent. Die laatste eis lag zeer moeilijk bij de liberalen, die afkerig stonden tegenover de Vlaamse Beweging en bovendien het ministerie van Kunsten en Wetenschappen opeisten, dat onder andere bevoegd was voor het beleid aan de universiteiten. Daarenboven eisten de liberalen vijf ministers op, waardoor er in de regering een evenwicht tussen katholieken en liberalen zou zijn, terwijl de katholieken veel meer zetels hadden behaald.
Op de avond van 11 december riep Van de Vyvere de uittredende katholieke ministers Henri Carton de Wiart, Aloys Van de Vyvere en Henri Jaspar en de prominente partijleden Charles Woeste en Prosper Poullet bijeen om zich te buigen over de eisen van de liberalen, waarbij beslist werd om hen vijf ministerposten toe te kennen, waaronder de bevoegdheid Kunsten en Wetenschappen. De volgende dag kwamen de liberale parlementaire fracties bijeen om zich uit te spreken over het voorstel van Theunis. Hierbij werd het voorstel van Theunis onverwacht verworpen: officieel omdat er te weinig extraparlementairen in de regering zouden zetelen, officieus omdat de radicaal antiklerikale strekking binnen de liberalen weigerachtig stond tegenover samenwerking met de katholieken. Niettemin bleef Theunis aan als formateur; binnen de Liberale Partij was er namelijk veel kritiek op de beslissing van de fracties, die de betrouwbaarheid van de partij ondermijnde, en bovendien waren een groot aantal parlementsleden niet aanwezig geweest bij de stemming over het voorstel van Theunis. Op 13 december stemden de liberale parlementaire fracties uiteindelijk toch in met het voorstel van Theunis en dezelfde dag gaven ook de katholieke fracties en de Katholieke Vlaamsche Kamergroep het vertrouwen aan een regering geleid door Georges Theunis.
Op 15 december bereikte Theunis een akkoord over de samenstelling van de regering. De katholieken kregen zes ministers (waaronder een uit de Katholieke Vlaamsche Kamergroep), de liberalen mochten vijf ministers aanduiden. Negen ministers zetelden in het parlement en er werden twee extraparlementaire ministers aangeduid: Theunis en de gematigde liberaal Eugène Hubert, rector aan de Universiteit Luik. Deze laatste werd bevoegd voor Kunsten en Wetenschappen. De volgende dag legden de nieuwe ministers in de regering de eed af in handen van de koning.
Op 21 december 1921 las premier Theunis in de Kamer de regeerverklaring voor, een dag later deed hij dat in de Senaat. Deze verklaring bevatte volgende punten:
- voortzetting van het nationale herstel en de wederopbouw na de Eerste Wereldoorlog.
- de regering zou zich vooral concentreren op de aanpak van de financieel-economische problemen, die leidden tot een dalende productie en stijgende werkloosheid, en daartoe een beleid van spaarzaamheid voeren.
- het aantrekken van buitenlandse handelspartner om nieuwe afzetgebieden voor Belgische producten te vinden.
- er bij Duitsland op aandringen om het ophoesten van de herstelbetalingen op te drijven.
- extra buitenlandse leningen afsluiten om het herstel van de oorlogsschade te bekostigen.
- de belastingen werden niet verhoogd.
- een hervorming van de openbare diensten om ze efficiënter te laten werken.
- op buitenlands vlak hield de regering vast aan het beleid van streven naar vrede en internationale samenwerking.
- inzetten op een verdediging van het grondgebied en het Belgisch leger herstructureren.
- streven naar een handelsakkoord met Frankrijk.
- het parlement zou zich uitspreken over de kwestie omtrent de vernederlandsing van de Rijksuniversiteit Gent.
- de regering garandeerde de uitvoering van de uitgebreide sociale wetgeving en zou nieuwe uitbreidingen van die wetgeving onderzoeken.

Op 29 december gaf de Kamer het vertrouwen aan de regering, in de Senaat werd geen vertrouwensstemming gehouden.
1919 · 1920 · 1921 · 1923 · 1924 · 1925 · 1926 · 1927 · 1929 · 1931 · mei 1932 · okt. 1932 · dec. 1932 · jun. 1934 · nov. 1934 · 1935 · 1936 · 1937 · 1938 ·  feb. 1939 · apr. 1939 · 1940 · 1944 · 1945 · feb-mrt 1946 · jul-aug 1946 · 1947 · 1948 · 1949 · jun 1950 · aug 1950 · 1952 · 1954 · jun. 1958 · nov. 1958 · 1961 · 1965 · 1966 · 1968 · 1971/72  · 1972/73 · 1974 · 1977 · 1978 · 1978/79 · apr.-mei 1980 · okt. 1980 · apr. 1981 · nov.-dec. 1981 · 1985 · oktober 1987 · 1987/88 · 1991/92 · 1995 · 1999 · 2003 · 2007 · 2008 · 2010/11 · 2014 · 2019/20 · 2024/25